# Petershagen/Eggersdorf

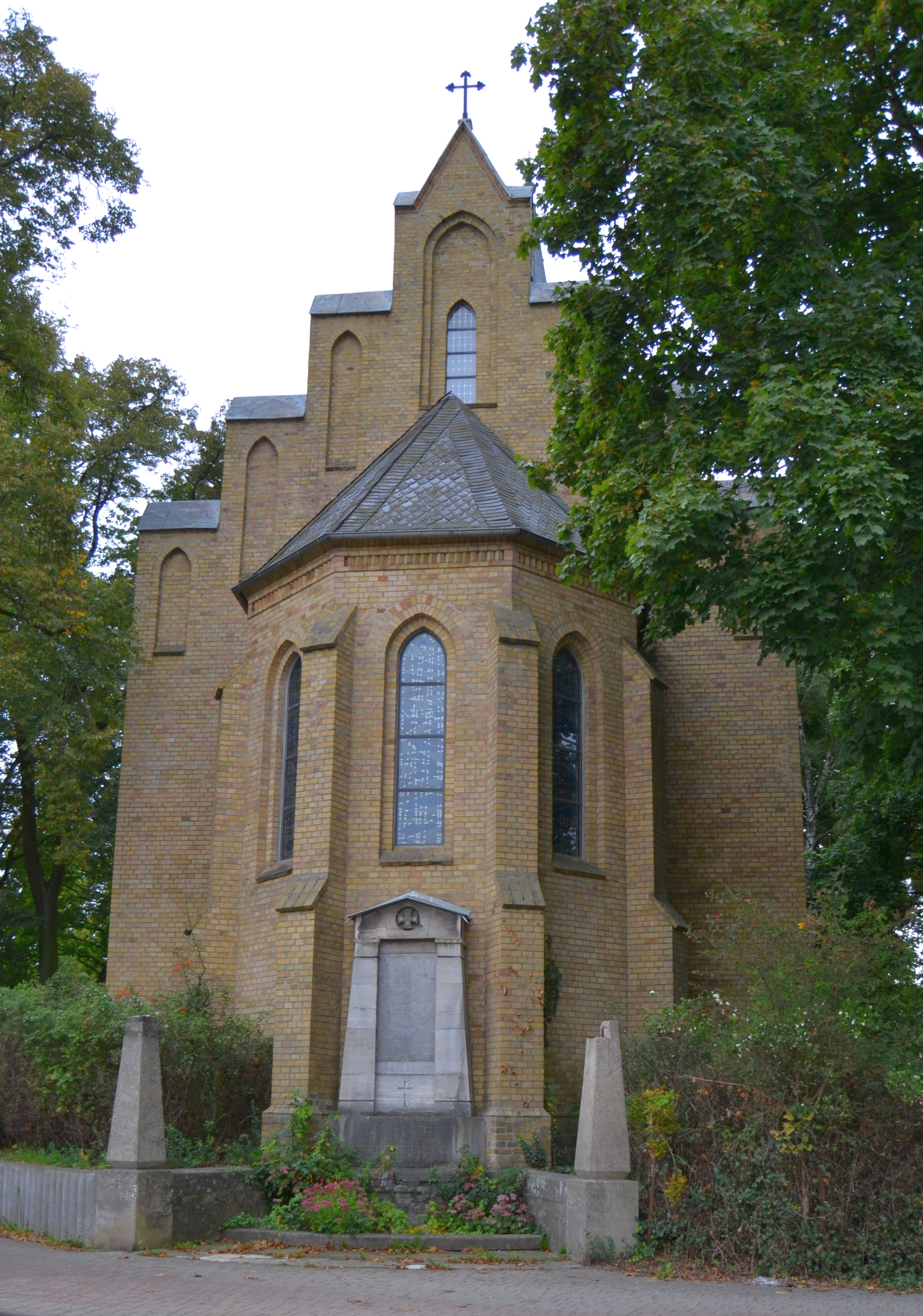

Petershagen/Eggersdorf est une commune de l'arrondissement de Märkisch-Oderland, dans le Land de Brandebourg, en Allemagne. Sa population s'élevait à environ  15 320 habitants en 2019.

## Géographie
Petershagen/Eggersdorf se trouve à 26 km à l'est du centre de Berlin et fait partie de la région métropolitaine de Berlin-Brandebourg.
|  |

## Histoire
La commune fut créée en 1993 avec le regroupement de Petershagen et de Eggersdorf.  

## Démographie
- Évolution de la population dans les limites actuelles. -- Ligne bleue: Population; Ligne pointillé: Comparaison avec le développement de Brandebourg -- Fond gris: Période du régime nazie; Fond rouge: Période du régime communiste
- Évolution récente (ligne bleue) et prévisions sur l'effectif de résidents

| Année | Population |
| ----- | ---------- |
| 1875  | 811        |
| 1890  | 809        |
| 1910  | 2 231      |
| 1925  | 4 252      |
| 1933  | 7 367      |
| 1939  | 9 068      |
| 1946  | 8 992      |
| 1950  | 9 131      |
| 1964  | 9 706      |
| 1971  | 9 871      |

| Année | Population |
| ----- | ---------- |
| 1981  | 9 319      |
| 1985  | 9 120      |
| 1989  | 8 657      |
| 1990  | 8 442      |
| 1991  | 8 437      |
| 1992  | 8 401      |
| 1993  | 8 285      |
| 1994  | 8 681      |
| 1995  | 8 974      |
| 1996  | 9 502      |

| Année | Population |
| ----- | ---------- |
| 1997  | 10 040     |
| 1998  | 10 615     |
| 1999  | 11 089     |
| 2000  | 11 614     |
| 2001  | 11 904     |
| 2002  | 12 197     |
| 2003  | 12 563     |
| 2004  | 12 846     |
| 2005  | 13 171     |
| 2006  | 13 356     |

| Année | Population |
| ----- | ---------- |
| 2007  | 13 589     |
| 2008  | 13 749     |
| 2009  | 13 823     |
| 2010  | 13 875     |
| 2011  | 13 971     |
| 2012  | 14 079     |
| 2013  | 14 204     |
| 2014  | 14 364     |
| 2015  | 14 520     |
| 2016  | 14 719     |

| Année | Population |
| ----- | ---------- |
| 2017  | 15 049     |
| 2018  | 15 184     |
| 2019  | 15 327     |
| 2020  | 15 460     |

## Personnalité
- Albert Einstein se rend souvent à Eggersdorf de 1914 à 1917 pour y retrouver sa cousine Elsa alors qu'il vivait à Caputh. En 1917, c'est au bord du lac d'Eggersdorf qu'il la quittera définitivement[3].

- Günter Guillaume, espion Est-Allemand ayant travaillé au sein de la Chancellerie Ouest-Allemande du temps de Willy Brandt.

## Jumelages
- Petershagen (Allemagne)
- Westheim (Pfalz) (Allemagne)
- Dowsk (Biélorussie)
- Bogdaniec (Pologne)